# Imputation (Ethik)
Imputation (von lateinisch imputare, zurechnen, zuschreiben) oder Zurechnung bezeichnet in der Moraltheorie ein Urteil über eine Tat, eine Handlung, oder ein Verhalten. Mit dem Urteil wird behauptet, dass ein Täter eine Tat, die er begangen hat, frei verursacht hat.  Man sagt, die Tat wird dem Individuum durch das Urteil „imputiert“, d. h. die Tat wird als sein freies Werk angesehen, er wird zu ihrem freien Autor, ihrem freier Urheber erklärt. Voraussetzung für die Imputierbarkeit einer Tat ist die Zurechnungsfähigkeit des Individuums; sind Intellekt oder Wille gehemmt, befindet sich das Individuum im Zustand der vollständigen oder teilweisen Unzurechnungsfähigkeit.
Im religiösen Zusammenhang geht es bei der Imputation um die Behauptung, dass es dem Täter möglich ist, gut und böse zu sein. Unter den großen Philosophen ist seit der Scholastik umstritten, ob die Behauptung der freien Verursachung sich nur auf die Handlung bezieht (Handlungsfreiheit) oder auch auf den Willen, der die Handlung hervorruft (Willensfreiheit). Eine weitere Streitfrage bezieht sich darauf, ob und in welchem Maße dem Täter nicht nur die Taten als sein freies Werk zuzurechnen seien, sondern auch die Folgen dieser Taten.
Kant verbindet das Konzept der Imputation mit der Unterscheidung von zwei Arten der Verursachung. Eine Tat, so erklärt er, kann jemandem nur dann begründet imputiert werden, wenn sie den Anfang einer neuen Ursachenkette bildet, selbst aber nicht verursacht ist. Er nennt diese unverursachte Verursachung „transzendentale Freiheit“, „absolute Spontaneität“ oder „Kausalität aus Freiheit“ und stellt sie der „Naturkausalität“ gegenüber, bei der jede Ursache selbst wiederum verursacht ist. Eine im Kantischen Sinne frei verursachte, also imputierbare Handlung lässt sich Kant zufolge nur damit erklären, dass sich der Handelnde an einem Gesetz orientiert.
Der Begriff der Imputation verbindet sich in der Ethik mit dem der Verantwortung. Einige Autoren binden die Verantwortung eines Individuums für eine Tat an Imputierbarkeit, also an Zurechnungsfähigkeit, andere (wie Sören Kierkegaard, Max Scheler und Nicolai Hartmann) unterscheiden streng zwischen Zurechenbarkeit und Verantwortlichkeit.